# Liste der Baudenkmäler in Wiesen (Unterfranken)
Auf dieser Seite sind die Baudenkmäler in der unterfränkischen Gemeinde Wiesen zusammengestellt. Diese Tabelle ist eine Teilliste der Liste der Baudenkmäler in Bayern. Grundlage ist die Bayerische Denkmalliste, die auf Basis des Bayerischen Denkmalschutzgesetzes vom 1. Oktober 1973 erstmals erstellt wurde und seither durch das Bayerische Landesamt für Denkmalpflege geführt wird. Die folgenden Angaben ersetzen nicht die rechtsverbindliche Auskunft der Denkmalschutzbehörde.

## Baudenkmäler
| Lage                                        | Objekt                                          | Beschreibung | Akten-Nr.               | Bild                 |
| ------------------------------------------- | ----------------------------------------------- | --- | ----------------------- | -------------------- |
| Aschaffenburger Straße, Friedhof (Standort) | Friedhofskreuz                                  | Kruzifix über quaderförmigem Inschriftensockel, Dreinageltypus, Sandstein, bez. 1866 | D-6-71-162-1            | weitere Bilder       |
| Aschaffenburger Straße, Friedhof (Standort) | Grabplatte                                      | mit Inschrift, Sandstein, 17. Jh. | D-6-71-162-1            | weitere Bilder       |
| Aschaffenburger Straße, Friedhof (Standort) | Friedhofsmauer                                  | 17./18. Jh., südwestlicher Bereich nach 1846 erweitert, grob verputztes Bruchsteinquadermauerwerk mit abschließender Steinplatte                                                                   | D-6-71-162-1            | weitere Bilder       |
| Dr.-Frank-Straße 3 (Standort)               | Wohnhaus                                        | zweigeschossiger Fachwerkbau mit Satteldach, bezeichnet 1809, über barockem Keller des Vorgängerbaus; aus Krombach hierher transloziert                                                            | D-6-71-162-13           | BW                   |
| Dr.-Frank-Straße 4 (Standort)               | Ehemaliges Forsthaus                            | Zweigeschossiger verschindelter Sandsteinbau mit Satteldach, 1826 | D-6-71-162-11           | Ehemaliges Forsthaus |
| Dr.-Frank-Straße 4 (Standort)               | Nebengebäude                                    | Sandsteinquader, Mitte 19. Jahrhundert | D-6-71-162-11 zugehörig | BW                   |
| Gartenstraße 3 (Standort)                   | Wirtshausschild                                 | 18. Jahrhundert, nicht nachqualifiziert | D-6-71-162-2            | BW                   |
| Gartenstraße 3 (Standort)                   | Türrahmung                                      | Bezeichnet „1812“, nicht nachqualifiziert | D-6-71-162-2            | BW                   |
| Hauptstraße 27 (Standort)                   | Wohnhaus                                        | Eingeschossiges giebelständiges Fachwerkgebäude mit Satteldach auf hohem Kellergeschoss, bez. 1733                                                                                                 | D-6-71-162-3            | Wohnhaus             |
| Hauptstraße 45 (Standort)                   | Wirtshausschild                                 | verschnörkelter Träger, daran metallenes Kreuz umgeben von rankenförmigen Umrandungen, Eisen, 18. Jh.                                                                                              | D-6-71-162-4            | BW                   |
| Hauptstraße 43 (Standort)                   | Kruzifix                                        | Gefaster Schaft, kurze ausladende Kreuzarme, gusseiserner Christus im Dreinageltypus, Sandstein, 18./19. Jh.                                                                                       | D-6-71-162-4            | BW                   |
| Hauptstraße 67 (Standort)                   | Kellerpforte                                    | Rundbogig, bezeichnet „1620“ | D-6-71-162-5            | BW                   |
| Kirchweg ()                                 | Wappenstein                                     | Bezeichnet „1597“, nicht nachqualifiziert, im Bayerischen Denkmal-Atlas nicht kartiert | D-6-71-162-8            |                      |
| Kirchweg 3 (Standort)                       | Ehemaliges Mainzsches Jagdschloss und Pfarrhaus | Dreigeschossiger massiver Satteldachbau mit Eckquaderung und nördlichem Treppenturm mit barocker Dachhaube, Ende 16. Jh.                                                                           | D-6-71-162-7            | weitere Bilder       |
| Kirchweg 3 (Standort)                       | Scheune                                         | Zweigeschossiger giebelständiger Satteldachbau, Rotsandstein, 18./19. Jh. | D-6-71-162-7 zugehörig  | Scheune              |
| Ländertal (Standort)                        | Kapelle (Herz-Jesu-Kapelle)                     | Saalbau mit polygonaler Apsis und Satteldach mit Dachreiter, bez. 1883 | D-6-71-162-10           | weitere Bilder       |
| Ländertal (Standort)                        | Steinkruzifix                                   | Diamantierter Sockel, gefaster Korpus, Dreinageltypus, Sandstein, bez. 1610 | D-6-71-162-10           | BW                   |
| Ländertal (Standort)                        | Kreuzweg                                        | Mit 14 Stationen, Kreuzwegstationen mit quadratischem Sockel aus Quadermauerwerk und quaderförmigem, stichbogigem Aufsatz mit integrierten Gusssteinreliefs und Kreuzbekrönung, Stein, 17./18. Jh. | D-6-71-162-10           | BW                   |
| Kirchweg 3 (Standort)                       | Katholische Pfarrkirche St. Jakob               | Verputzter Saalbau mit eingezogenem Chor, Eckquaderung und Satteldach 1724, Turm mit Welscher Haube 1882, Erweiterungen 1884 und 1891/92; mit Ausstattung                                          | D-6-71-162-6            | weitere Bilder       |
| Nähe Kirchweg (Standort)                    | Kirchhofmauer                                   | | D-6-71-162-6            | BW                   |

## Ehemalige Baudenkmäler
In diesem Abschnitt sind Objekte aufgeführt, die früher einmal in der Denkmalliste eingetragen waren, jetzt aber nicht mehr. Objekte, die in anderem Zusammenhang also z. B. als Teil eines Baudenkmals weiter eingetragen sind, sollen hier nicht aufgeführt werden. Aktennummern in diesem Abschnitt sind ehemalige, jetzt nicht mehr gültige Aktennummern.

| Lage                        | Objekt | Beschreibung      | Akten-Nr.    | Bild |
| --------------------------- | ------ | ----------------- | ------------ | ---- |
| Spessartstraße 2 (Standort) | Stein  | Bezeichnet „1720“ | D-6-71-162-9 | BW   |